# Catasetum japurense
Catasetum japurense är en orkidéart som beskrevs av Rudolf Mansfeld. Catasetum japurense ingår i släktet Catasetum och familjen orkidéer. Inga underarter finns listade i Catalogue of Life.